# اکلوج
اکلوج (به انگلیسی: Akluj) یک منطقهٔ مسکونی در هند است.

## خصوصیات
اکلوج ۸۰٬۰۰۰ نفر جمعیت دارد.